# Corsier
Corsier (toponimo francese) è un comune svizzero di 2 071 abitanti del Canton Ginevra.

## Geografia fisica
Corsier è affacciato sul Lago di Ginevra.

## Storia
Il comune di Corsier è stato istituito nel 1816; dal suo territorio nel 1858 fu scorporata la località di Anières, divenuta comune autonomo.

## Monumenti e luoghi d'interesse

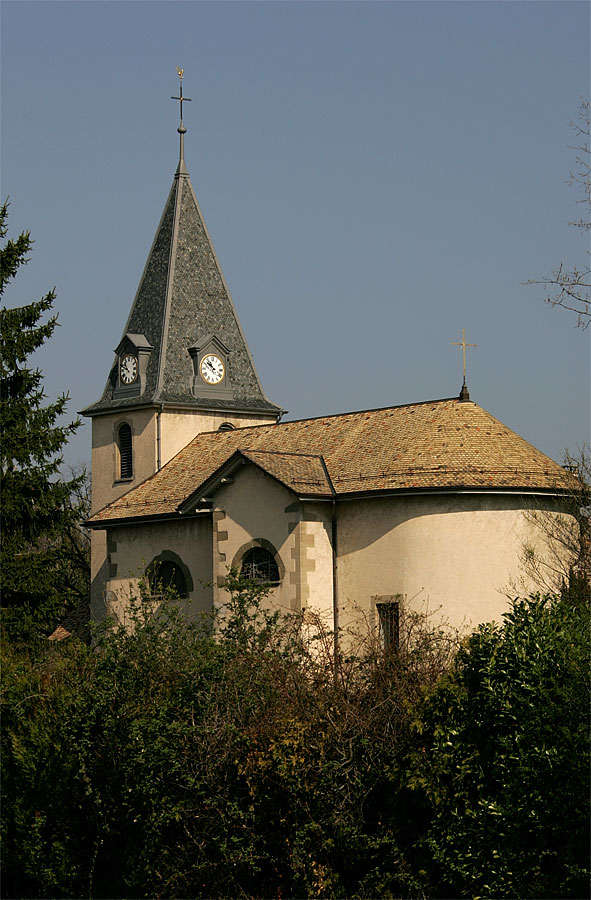
La chiesa cattolica di San Giovanni Battista

- Chiesa cattolica di San Giovanni Battista, eretta nel XIII-XIV secolo[1].

## Società

### Evoluzione demografica
L'evoluzione demografica è riportata nella seguente tabella:
Abitanti censiti

## Amministrazione
Ogni famiglia originaria del luogo fa parte del comune patriziale che ha la responsabilità della manutenzione di ogni bene comune.